# James Courtney
James Courtney (ur. 29 czerwca 1980 w Sydney) – australijski kierowca wyścigowy startujący obecnie w wyścigach Supercars. Mistrz tej serii w sezonie 2010.

## Kariera
Courtney rozpoczął ściganie od kartingu i odnosił w nim sporo sukcesów. W 1995 roku został kartingowym mistrzem świata juniorów, a w 1997 mistrzem kartingowej Formuły A. Następnie przeniósł się do Wielkiej Brytanii i rozpoczął starty w tamtejszych seriach wyścigowych. W roku 2000 został mistrzem brytyjskiej Formuły Ford, a w 2001 wystartował w brytyjskiej Formule 3 w juniorskim zespole Jaguara.
W 2002 kontynuując starty w Formule 3 jednocześnie został kierowcą testowym Jaguara w Formule 1. Podczas testów F1 na torze Monza miał wypadek przy dużej prędkości (powodem była awaria tylnego spojlera). Kontuzja której doznał sprawiła, że musiał opuścić kilka wyścigów F3 i przez to stracił bardzo prawdopodobny tytuł mistrzowski (przed wypadkiem prowadził w klasyfikacji).
W 2003 roku przeniósł się do Japonii do tamtejszej Formuły 3 i zdobył tam tytuł mistrzowski w pierwszym podejściu. Zaliczył też kilka startów w Formule Nippon. Następnie startował przez dwa lata w japońskiej serii GT kilka razy stając na podium.
Pod koniec sezonu 2005 wystartował w dwóch wyścigach długodystansowych serii V8 Supercars (do każdego samochodu zgłaszani są w nich po dwaj kierowcy) w fabrycznym zespole Holdena. Zaprezentował się w nich tak dobrze, że na następny sezon podpisał z nim kontrakt jeden z głównych zespołów Forda - Stone Brothers Racing. Zastąpił w nim utytułowanego Marcosa Ambrose'a, który przeniósł się do Ameryki aby spróbować swoich sił w serii NASCAR. Courtney od początku radził sobie całkiem dobrze z roku na rok poprawiając swoją pozycję w klasyfikacji. W 2008 roku, na torze Queensland Raceway, odniósł swoje pierwsze zwycięstwo w wyścigach V8 Supercars. Od sezonu 2009 przeniósł się do innego z zespołów Forda - Dick Johnson Racing. W sezonie 2010 zdobył w jego barwach tytuł mistrzowski wygrywając w sezonie pięć wyścigów.
Po mistrzowskim sezonie, Courtney odszedł z zespołu DJR i podpisał kontrakt z głównym zespołem Holdena - Holden Racing Team. Sezon 2011 miał jednak w nowym zespole nieudany, często zdarzały mu się problemy techniczne czy kolizje, odniósł tylko jedno zwycięstwo, a w generalnej klasyfikacji zajął 10. miejsce.

## Starty w karierze
| Sezon | Seria                                   | Zespół                     | Starty | PP | Zwyc. | Punkty | Pozycja |
| ----- | --------------------------------------- | -------------------------- | ------ | -- | ----- | ------ | ------- |
| 2000  | Brytyjska Formuła Ford                  | Van Diemen                 | 14     | 6  | 6     | 169    | 1.      |
| 2001  | Brytyjska Formuła 3                     | Jaguar Junior Team         | 26     | 2  | 1     | 227    | 4.      |
| 2002  | Brytyjska Formuła 3                     | Carlin Motorsport          | 24     | 12 | 5     | 269    | 2.      |
| 2003  | Japońska Formuła 3                      | TOM'S                      | 20     | 12 | 13    | 336    | 1.      |
| 2003  | Formuła Nippon                          | Team 5Zigen                | 4      | 0  | 0     | 3      | 13.     |
| 2004  | Super GT (GT500)                        | TOM'S                      | 7      | 0  | 0     | 44     | 6.      |
| 2005  | Super GT (GT500)                        | TOM'S                      | 8      | 0  | 0     | 60     | 7.      |
| 2005  | V8 Supercar Championship Series         | Holden Racing Team         | 2      | 0  | 0     | 152    | 47.     |
| 2006  | V8 Supercar Championship Series         | Stone Brothers Racing      | 34     | 0  | 0     | 2347   | 11.     |
| 2007  | V8 Supercar Championship Series         | Stone Brothers Racing      | 36     | 1  | 0     | 359    | 9.      |
| 2008  | V8 Supercar Championship Series         | Stone Brothers Racing      | 38     | 1  | 1     | 2446   | 6.      |
| 2009  | V8 Supercar Championship Series         | Dick Johnson Racing        | 29     | 0  | 2     | 2192   | 7.      |
| 2010  | V8 Supercar Championship Series         | Dick Johnson Racing        | 27     | 1  | 5     | 3055   | 1.      |
| 2011  | International V8 Supercars Championship | Holden Racing Team         | 29     | 0  | 1     | 1869   | 10.     |
| 2012  | International V8 Supercars Championship | Holden Racing Team         | 31     | 0  | 0     | 2153   | 10.     |
| 2013  | International V8 Supercars Championship | Holden Racing Team         | 32     | 2  | 1     | 1909   | 11.     |
| 2014  | International V8 Supercars Championship | Holden Racing Team         | 38     | 2  | 2     | 2489   | 6.      |
| 2015  | International V8 Supercars Championship | Holden Racing Team         | 31     | 3  | 2     | 2110   | 10.     |
| 2016  | International V8 Supercars Championship | Holden Racing Team         | 29     | 0  | 1     | 2162   | 11.     |
| 2017  | Supercars Championship                  | Walkinshaw Racing          | 25     | 0  | 0     | 1431   | 21.     |
| 2018  | Supercars Championship                  | Walkinshaw Andretti United | 31     | 0  | 0     | 2073   | 14.     |